# Adolphe Thiers

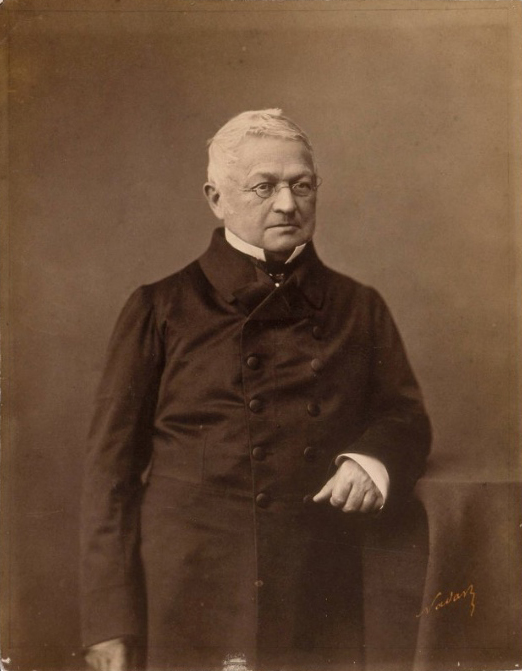
Adolphe Thiers, Aufnahme Nadar, 1870er Jahre. Thiers’ Unterschrift:

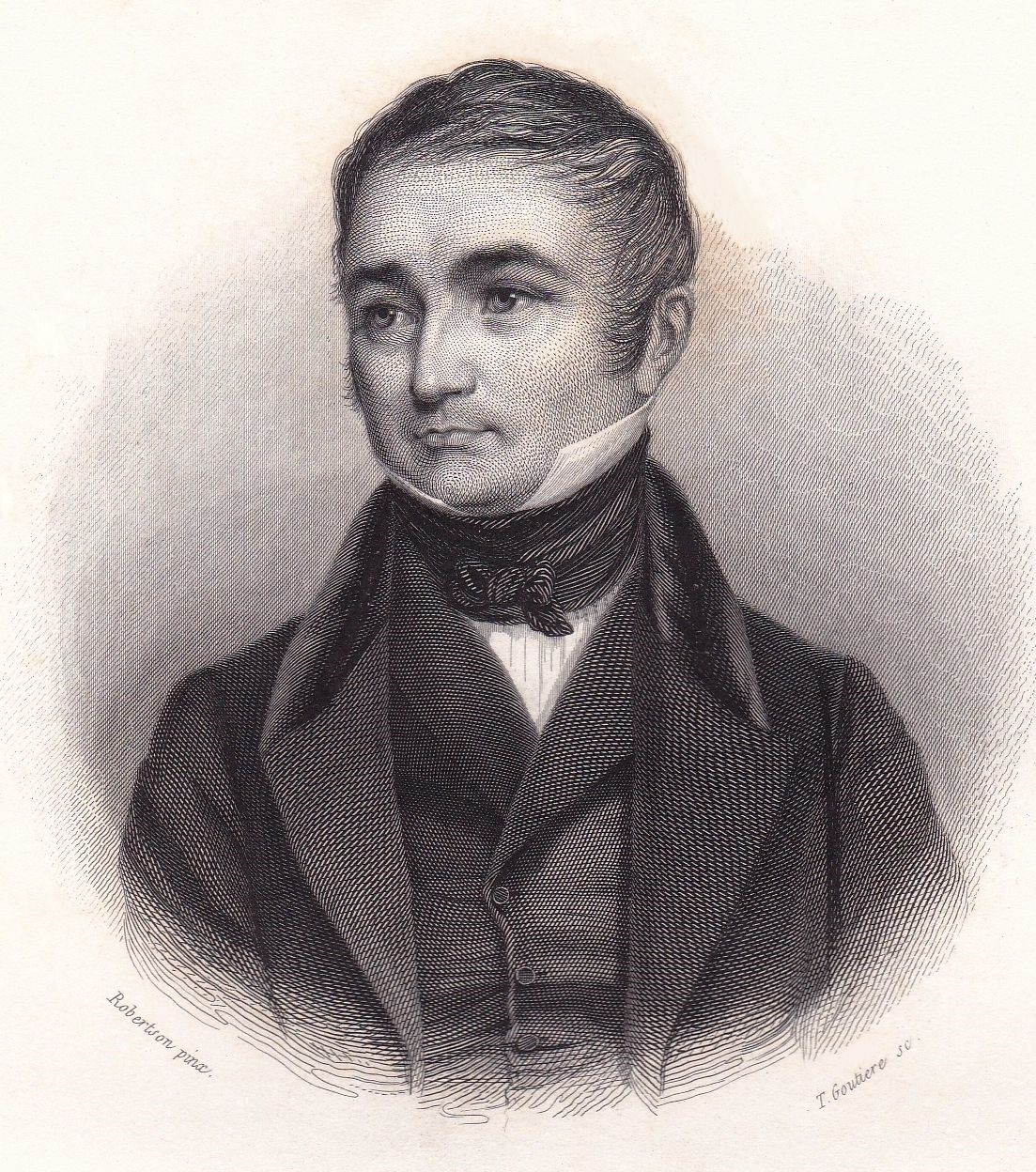
Adolphe Thiers in den 1830er Jahren

Louis Adolphe Thiers (* 16. April 1797 in Marseille; † 3. September 1877 in Saint-Germain-en-Laye) war ein französischer Politiker und Historiker. Er war ein Protagonist der Julirevolution von 1830, wurde 1836 und 1840 jeweils für einige Monate Ministerpräsident unter König Louis Philippe und war von 1871 bis 1873 der erste Staatspräsident der Dritten Republik. Von 1830 bis 1851 sowie von 1863 bis 1877 gehörte er der Nationalversammlung an.

## Herkunft und Jugend
Thiers stammte aus einer Beamtenfamilie: Sein Vater Pierre-Louis-Marie Thiers war in Marseille Beamter des Stadtarchivs, später Unternehmer; er war der älteste Sohn des früheren Bürgermeisters und Parlamentsadvokaten Louis-Charles Thiers. Seit 1806 besuchte Adolphe das Lyzeum seiner Heimatstadt, 1815 begann er in Aix-en-Provence Jura zu studieren. 1820 wurde er als Rechtsanwalt zugelassen, fühlte sich jedoch mehr zur Literatur als zum Anwaltsberuf hingezogen und beschäftigte sich in seiner Freizeit auch mit historischen Studien.

## Leben
Thiers lebte ab 1821 in Paris und schloss sich dort liberalen Kreisen an. Talleyrand wurde sein Förderer. Schnell stieg Thiers zum wichtigsten Journalisten des Constitutionnel auf, des wichtigsten Blattes der liberalen Bewegung. Später wurde er Mitbegründer der radikaleren liberalen Zeitung Le National, die eine konstitutionelle Monarchie forderte und damit zum Sprachrohr der Julirevolution 1830 wurde. Mit der Veröffentlichung von Thiers’ Geschichte der französischen Staatsumwälzung (Histoire de la Révolution française) (1823 bis 1827) begann allgemein eine neue, positivere Sichtweise der französischen Revolution; Thiers war vor allem ein Bewunderer Napoleons.
1830 war Thiers der entscheidende Fürsprecher der Herrschaftsübernahme durch den „Bürgerkönig“ Louis Philippe. Bei der auf die Revolution folgenden Wahl wurde Thiers zum Abgeordneten gewählt und in den Staatsrat entsandt. In den Jahren 1832 bis 1836 bekleidete Thiers nacheinander mehrere Ministerämter. Vom 22. Februar bis zum 5. September 1836 sowie vom 1. März bis zum 28. Oktober 1840 war er Ministerpräsident. Die innenpolitische Krise suchte er durch außenpolitische Erfolge zu überspielen. In der Orientkrise unterstützte Frankreich unter Thiers die ägyptischen Separationsbestrebungen, musste jedoch wegen der entschiedenen Haltung der verbündeten Großmächte Großbritannien, Russland, Preußen und Österreich einlenken. Von diesem Misserfolg sollte mit der Rheinkrise abgelenkt werden, die durch französische Forderungen nach dem Rhein als französischer Ostgrenze ausgelöst wurde. Die Ausweitung des französischen Einflusses bis an den Rhein sowie im Mittelmeer waren Thiers’ zentrale politische Forderungen. Nicht zuletzt dadurch geriet er in Konflikt mit dem König und mit großbürgerlichen Kreisen, worauf er im Oktober 1840 – nach den Misserfolgen in der Orientkrise und der Rheinkrise – zurücktreten musste und ins oppositionelle Lager wechselte. Allerdings wandte sich Thiers noch stärker gegen die radikale republikanische Linke als gegen Louis Philippe und Ministerpräsident François Guizot.
Nach dem Sturz Louis Philippes 1848 verfolgte Thiers eine liberal-konservative Politik und bekämpfte die politische Linke. In seinen Vorstellungen von einer „konservativen Republik“ wandte er sich unter anderem gegen das 1848 eingeführte allgemeine Wahlrecht und befürwortete einen großen Einfluss der katholischen Kirche im Bildungswesen.
Thiers hielt zwar Napoleon Bonaparte für einen großen Mann, weigerte sich jedoch, dessen Neffen Napoleon III. bei seinem Staatsstreich zu unterstützen. Dafür wurde er 1851 verhaftet und ins Exil getrieben. Von seiner Rückkehr ins Parlament 1863 an avancierte Thiers zur Leitfigur der liberalen Opposition gegen den Kaiser. Vor dem Ausbruch des Deutsch-Französischen Krieges 1870 gehörte er zu den entschiedensten Kriegsgegnern. Der Regierung der nationalen Verteidigung blieb er fern, unternahm jedoch im Auftrag ihres Außenministers Jules Favre im Herbst 1870 eine sechswöchige Reise in verschiedene europäische Hauptstädte (u. a. London und Sankt Petersburg), um – letztlich erfolglos – Unterstützung für die französische Seite zu organisieren. Thiers wurde wegen seiner Haltung während der Belagerung von Paris durch die deutschen Truppen vor allem von linker und linksextremer Seite vorgeworfen, die Sache Frankreichs zu verraten. Am 17. Februar 1871 wurde er von der am 8. Februar gewählten Nationalversammlung zum „Chef der Exekutive“ gewählt und – zusammen mit Favre – mit der Führung der Friedensverhandlungen mit Otto von Bismarck beauftragt. Um die Putschgefahr durch die das Wahlergebnis nicht respektierenden Teile der Pariser Nationalgarde und ihres Führungspersonals zu verringern, befahl Thiers der Armee, sich wieder in den Besitz der zuvor gestohlenen rund 400 Kanonen zu setzen, was jedoch scheiterte und den Aufstand der Pariser Kommune unmittelbar auslöste. Ende Mai 1871 wurde dieser Aufstand von der Versailler Regierung unter Thiers’ Leitung niedergeschlagen. Bei den anschließenden Massenexekutionen während der sog. blutigen Maiwoche wurden zwischen 17.000 und 35.000 echte oder vermeintliche Kommunarden von den Regierungstruppen hingerichtet. Thiers prahlte in einer Rede am 24. Mai des Jahres damit, dass er „Ströme von Blut“ vergossen habe.
Karl Marx kritisierte Thiers als prinzipien- und skrupellosen Opportunisten, der nur auf den eigenen Vorteil bedacht gewesen sei. In seiner Adresse der Ersten Internationale zum „Französischen Bürgerkrieg“ schrieb er: „Thiers war konsequent nur in seiner Gier nach Reichtum und in seinem Hass gegen die Leute, die ihn hervorbringen. Er trat in sein erstes Ministerium unter Louis-Philippe arm wie Hob [Hiob]; er verließ es als Millionär.“
Bei den Wahlen vom 8. Februar 1871 wurde Thiers in 26 Départements gewählt, darunter auch in Paris, wo er das Mandat annahm.
Am 31. August 1871 wurde Thiers der erste Staatspräsident der Dritten Republik und behielt sein Amt bis 1873. Da die Royalisten in der Nationalversammlung die Mehrheit stellten und Thiers – obwohl zuvor Befürworter einer konstitutionellen Monarchie – sich für die Beibehaltung der Republik aussprach, musste er am 24. Mai 1873, einen Tag nach einem erfolgreichen Misstrauensvotum, zurücktreten. 1865 wurde Thiers in die Académie royale des Sciences, des Lettres et des Beaux-Arts de Belgique und 1875 in die American Academy of Arts and Sciences gewählt. Als 1877 die Regierung seines Nachfolgers Patrice de Mac-Mahon zerbrach und sich die republikanische endgültig gegen die royalistische Fraktion durchsetzte, galt Thiers erneut als aussichtsreichster Kandidat für das Präsidentenamt. Er starb jedoch während des Wahlkampfs im Alter von 80 Jahren am 3. September 1877 in Saint-Germain-en-Laye und wurde in einer Grabkapelle auf dem Friedhof Père-Lachaise in Paris beigesetzt.
Thiers war seit 1833 mit Élise Thiers (1818–1880) verheiratet.

## Werke
- Histoire de la Révolution française. Lecointe et Durey, Paris 1823–1827. ((online) bei gutenberg.org), deutsche Übersetzung:
- Geschichte der französischen Staatsumwälzung
  - Band 1 (1825): online
  - Band 4 (1826): online
  - Band 5 (1827): online
- Histoire du Consulat et de l’Empire, faisant suite à l’Histoire de la Révolution française. Paulin, Paris 1845–1862. (dt.: Geschichte des Konsulats und des Kaiserreichs. 1843–1864. Reprint: VRZ-Verlag, Hamburg ISBN 3-931482-22-7).
- De la propriété. Paulin, Lheureux et Cie, Paris 1848. (dt.:  Über das Eigentum. Mannheim 1848. Reprint: VRZ-Verlag, Hamburg ISBN 3-931482-21-9).
- Histoire de Law. Michel-Lévy frères, Paris 1858.
- Discours parlementaires. C. Lévy, Paris 1879–1889. (16 Bände, herausgegeben von Marc Antoine Calmon).
- Notes et souvenirs de M. Thiers, 1870–1873. Voyage diplomatique, proposition d’un armistice, préliminaires de la paix, présidence de la République. Herausgegeben von Félicie Dosne. Calmann-Lévy, Paris 1903. (Neuausgabe: Philippe Larochette (Hrsg.): Mémoires 1870–1873: voyage diplomatique, proposition d’un armistice, préliminaires de la paix, présidence de la République. Paleo, Clermont-Ferrand 2003, ISBN 2-84909-018-2).
- Occupation et libération du territoire, 1871–1873. Correspondances. Calmann-Lévy, Paris 1903. (2 Bände).
- 1841–1865. Correspondances. M. Thiers à Mme Thiers et à Mme Dosne. Mme Dosne à M. Thiers. Paris 1904. (herausgegeben von Félicie Dosne).